# Остров Борнгольм
«Остров Борнгольм» — повесть русского писателя Николая Карамзина, впервые опубликованная в 1794 году.

## Сюжет
Повесть написана от первого лица. Её главный герой, называющий себя автором «Писем русского путешественника», рассказывает историю трагической любви, о которой он узнаёт во время путешествия домой из Англии.
В Грейвзенде рассказчику встречается молодой человек с грустным внешним видом, поющий трагическую песню на датском языке о предмете своей любви, которую «законы осуждают». Рассказчик отправляется на море и некоторое время спустя прибывает на остров Борнгольм, раньше упомянутый датским певцом. Он решает остановить там и исследовать остров. Подходит к древнему замку острова, возбудившему его любопытство. В замке познакомится с уединенным стариком, который радушно принимает его. Рассказчик проводит ночь в замке и видит зловещие сны. Следующий день он случайно находит в пещере заключенную молодую женщину. Несчастная женщина не говорит рассказчику за что она заключена и умоляет его уйти. Рассказчик, потрясённый этой трагической сценой, уходит и засыпает под дубом. Просыпается и видит старика и его слугу, узнавших о происшедшем. Старик рассказывает ему «ужаснейшую историю» заключенной женщины, однако сам рассказчик открывает читателю только то, что он узнал «тайну страшную» молодого человека, которого он встретил в Грейвзенде. 

## Значение
Литературоведы относят «Остров Борнгольм» (наряду с «Сиерра-Мореной») к тем повестям Карамзина, в которых особенно чётко показан «фатальный закон, обрекающий человека на страдание и гибель». Эта повесть написана, по разным мнениям, в традициях предромантизма или раннего романтизма, её причисляют к лучшим произведениям Карамзина. По мнению литературоведа Александра Архангельского, в повести «с плохо скрываемым сочувствием» изображается кровосмешение.